# Entre Calais et Douvres
Entre Calais et Douvres és un curtmetratge mut de comèdia del 1897 dirigida per Georges Méliès.

## Argument
A la coberta d'un vaixell de vapor amb l'etiqueta "Robert-Houdin Star Line", els passatgers experimenten una travessia accidentada del canal de la Mànega. Entre ells, un home amb bigotis amb un vestit a quadres intenta lluitar contra el mal de mar, un clergue amb molta barba entaula converses amb viatgers molests i un capità examina el pandemoni des d'una coberta superior.

## Producció i llançament
La pel·lícula es va rodar a l'exterior al jardí de la propietat de Méliès a Montreuil (Sena Saint-Denis), amb un paisatge pintat. El moviment de balanceig del vaixell va ser creat per una plataforma articulada especial, construïda per Méliès per a Combat naval en Grèce el mateix any. El cartell "Robert-Houdin Star Line" fa referència al Théâtre Robert-Houdin de Méliès, així com a la marca registrada del seu negoci cinematogràfic, "Star Film". El conjunt de la pel·lícula també inclou un marca registrada amb les inicials "M.R.", fent referència a Méliès i Lucien Reulos, un company que aleshores era soci comercial de Méliès.
La pel·lícula presenta el mateix Méliès com l'home del vestit a quadres; Georgette Méliès, la seva filla, com la jove amb la nina; i Joseph Grapinet, un escultor de Montreuil, com l'home que porta uns prismàtics a la fotografia de plató de la pel·lícula. La posada en escena dona un primer exemple del talent de Méliès per planificar escenes de comèdia aparentment caòtiques; segons l'historiador del cinema John Frazer, "S'havia preparat i assajat una coreografia aproximada i tomba, de manera que enmig del cos a cos general s'apunten successivament accions significatives." Més tard, exemples més desenvolupats d'aquesta farsa. La coreografia de l'obra de Méliès inclou escenes de Sorcellerie culinaire (1904) i Les Quatre Cents Farces du diable (1906).
La pel·lícula va ser estrenada per la Star Film Company de Méliès i té el número 112 dels seus catàlegs, on es va anunciar com una escena còmica a bord d'un vaixell de vapor. El primer títol en anglès conegut de la pel·lícula és Between Dover and Calais, però també s'ha usat el títol Between Calais and Dover en escrits acadèmics i per l'estrena en vídeo.